# Hein van der Loo
W.H.J.M. (Hein) van der Loo (Rosmalen, 13 april 1971) is een Nederlandse bestuurder en voormalig bankier. Sinds 8 maart 2023 is hij burgemeester van Almere. Daarvoor was hij vanaf 5 juni 2019 burgemeester van Zwijndrecht. Sinds 1 september 2024 is hij voorzitter van het Veiligheidsberaad. Hij was lid van het CDA, maar is sinds 2021 partijloos.

## Biografie

### Maatschappelijk-bestuurlijke carrière
Van der Loo studeerde bestuurskunde aan de Erasmus Universiteit Rotterdam. Na een stage bij het American Enterprise Institute in Washington DC studeerde hij af in publiek-private samenwerking,  politiek-bestuurlijk management en internationaal bestuur.
Van der Loo was ruim 20 jaar werkzaam bij achtereenvolgens Rabobank en ABN AMRO. Hij bekleedde diverse leidinggevende functies, onder meer als directeur bedrijven in Rotterdam, directeur instituten & charitas in Nederland en 'chief transformation officer' voor 'private banking' in Europa en Azië. Na zijn loopbaan in de financiële sector was Van der Loo werkzaam als zelfstandig adviseur en interim-manager bij onder andere het Erasmus Trustfonds. Tegelijkertijd oriënteerde hij zich op het burgemeestersambt.

### Politiek-bestuurlijke carrière
Voorafgaand aan zijn burgemeesterschap was Van der Loo korte tijd lid van het algemeen bestuur van het Hoogheemraadschap van Schieland en de Krimpenerwaard. Op 7 mei 2019 werd hij door de gemeenteraad van Zwijndrecht voorgedragen als nieuwe burgemeester. Op 20 mei 2019 heeft de minister van Binnenlandse Zaken en Koninkrijksrelaties besloten hem te laten benoemen bij koninklijk besluit. De benoeming ging in op 5 juni 2019. Op die datum vond ook de installatie plaats en werd hij beëdigd door de commissaris van de Koning in Zuid-Holland. 
Van der Loo was gedurende enkele jaren lid van het CDA. Eind 2021 heeft hij zijn lidmaatschap opgezegd met als motivatie dat een burgemeester zijn ambt het beste kan vervullen als hij politiek onafhankelijk en dus partijloos is. Op 17 januari 2023 werd hij door de gemeenteraad van Almere voorgedragen als nieuwe burgemeester. Op 17 februari dat jaar heeft de ministerraad besloten hem voor te dragen voor benoeming bij koninklijk besluit met ingang van 8 maart dat jaar. Op 8 maart dat jaar vond ook de installatie en beëdiging plaats.
Van der Loo heeft als burgemeester van Almere in zijn portefeuille: coördinatie van veiligheidsvraagstukken; openbare orde en veiligheid; politie; brandweer; crisisbeheersing en rampenbestrijding; integriteit; externe betrekkingen (representatie en coördinatie, MRA, VNG, G40); internationale samenwerking; strategie en communicatie; participatie; straatnaamgeving; uitvoeringsagenda Almere, stad met toekomst: Versterken regionale en strategische inzet.

### Nevenfuncties
Op 1 september 2024 volgde Van der Loo Wouter Kolff op als voorzitter van het Veiligheidsberaad.
Van der Loo is bestuurslid van Stichting Nationaal Monument Watersnood 1953 en voorzitter van de Raad van Toezicht van Verus, vereniging voor katholiek en protestants-christelijk onderwijs. 
Per 1 januari 2022 nam Van der Loo, na twee statutaire termijnen van vier jaar, afscheid als voorzitter van de Raad van Toezicht van Stichting Koninklijke Diergaarde Rotterdam. Voorheen was Van der Loo onder andere bestuurslid van Stichting Rotterdam Maaskant, Stichting Vrienden van het Sophia Kinderziekenhuis, Daniël den Hoed Stichting en het Rotterdams Comité Nationale Belangen. 
Voor zijn jarenlange, belangeloze inzet voor de stad Rotterdam ontving hij op 6 juli 2022, uit handen van de Rotterdamse burgemeester Ahmed Aboutaleb, de Wolfert van Borselenpenning. Met deze onderscheiding eert de stad Rotterdam mensen die een belangrijke rol hebben gespeeld voor de Rotterdamse gemeenschap.

### Persoonlijk
Van der Loo is geboren in Rosmalen, verhuisde op negenjarige leeftijd naar Hilvarenbeek en woonde later in Rotterdam. Hij is getrouwd en vader van vier zoons. Hij is rooms-katholiek.